# Giuseppe Lugo
Giuseppe Lugo (Sona, 18 giugno 1899 – Milano, 18 settembre 1980) è stato un tenore e attore italiano.

## Biografia
(Giuseppe Lugo, La mia canzone al vento)
Giuseppe Lugo nacque a Rosolotti di San Giorgio in Salici, una frazione del comune di Sona, presso Verona, il 18 giugno 1899, da Pietro e da Elvira Magalini, entrambi di origine contadina. Rimasto orfano di madre, si trasferì giovanissimo a Milano, dove si guadagnò da vivere svolgendo i lavori più umili; chiamato alle armi durante la prima guerra mondiale, combatté fino alla fine del conflitto come artigliere. Emigrò quindi in Belgio, a Charleroi, dove dal 1920 lavorò in una miniera di carbone. La sua voce, tuttavia, non risentì delle tremende esalazioni, tanto che Lugo, da sempre appassionato di canto, si permise il lusso di esibirsi nei caffè con gli amici. Essa rimase bella e ricca di colore, e ricordava quella di Beniamino Gigli. Una sera, per caso, venne ascoltato dal maestro Léon Gaudier, direttore di un coro locale, di cui divenne allievo. Lugo finalmente scoprì che la voce avrebbe potuto essere la sua fonte di sostentamento. Tornò a Milano nel 1924, dove, impiegatosi come usciere presso l'Ufficio delle imposte, fece domanda al Conservatorio, ma non fu accettato per superati limiti di età; un dipendente della Ricordi, sentitolo cantare per caso, lo segnalò al maestro Raffaele Tenaglia, il quale accettò di dargli gratuitamente lezioni di canto e di musica per un paio d'anni. Rimasto senza occupazione ritornò in Belgio, dove si perfezionò con Gaudier, sposandone poi la figlia Suzanne il 30 giugno 1934.
Debuttò, dopo aver vinto un concorso di canto, all'Opéra-Comique di Parigi la sera del 6 ottobre 1931 nel ruolo di Mario Cavaradossi nella Tosca, stipulando un contratto triennale con quel teatro dove nel 1932 è Nadir ne Les pêcheurs de perles.
Nel 1933 al Grand Théâtre de Monte Carlo è Nadir ne Les pêcheurs de perles diretto da Paul Paray.
Dopo aver cantato come tenore principale al Théâtre de la Monnaie di Bruxelles e ancora all'Opéra-Comique di Parigi per parecchi anni, Lugo fece un'apparizione al Royal Opera House di Londra il 26 maggio 1936 nel ruolo di Cavaradossi e attirò così l'attenzione dei teatri d'opera italiani.
Da quel momento la sua breve ma proficua carriera si svolse essenzialmente in Italia, dove in breve tempo divenne uno fra i tenori di spicco del panorama lirico nazionale. Cantò Mario Cavaradossi in Tosca con Iva Pacetti, Luigi Montesanto e Melchiorre Luise Teatro Comunale di Bologna nel dicembre 1936, nel 1937 al Teatro Carignano di Torino con Carlo Galeffi, all'Arena di Verona diretto da Vittorio Gui con Gina Cigna e Mario Basiola e al Teatro Donizetti di Bergamo diretto da Armando La Rosa Parodi con la Cigna, Mariano Stabile (cantante) ed Aristide Baracchi, alla Scala, al Teatro Verdi di Pisa, al Comunale di Modena, al Grande di Brescia e, soprattutto, nel 1939 all'Arena di Verona, dove stupì il pubblico con un'interpretazione memorabile del Duca di Mantova nel Rigoletto diretto da Franco Capuana con Carlo Tagliabue e Margherita Carosio (le cronache del tempo infatti parlano di un vero e proprio evento epocale).
Sempre nel 1937 a Bologna è Rodolfo ne La bohème con Mafalda Favero e Baracchi e Faust in Mefistofele (opera) con la Favero, Gabriella Gatti e Tancredi Pasero.
Nel 1938 alla Scala è Nadir ne I pescatori di perle diretto da Capuana con la Carosio, Rodolfo ne Le bohème con la Favero in Arena e a Parma con Mario Rossi (direttore d'orchestra), a Bologna Pinkerton in Madama Butterfly diretto da Gino Marinuzzi (1882-1945) con Licia Albanese e al Teatro dell'Opera di Roma Mario Cavaradossi in Tosca diretto da Vincenzo Bellezza con la Pacetti e Stabile.
Ancora nel 1939 al Parco del Valentino di Torino è Mario Cavaradossi in Tosca diretto da Franco Ghione con Maria Caniglia ed Antenore Reali e a Bologna diretto da Antonino Votto Calaf in Turandot con Eva Turner e la Albanese e il duca di Mantova in Rigoletto con la Carosio.
Nel frattempo Lugo aveva preso parte anche ad alcuni film. Esordì sul grande schermo nel 1939 con La mia canzone al vento di Guido Brignone (in cui cantava la famosissima omonima canzone, che lo rese celebre) e fu ingaggiato, in seguito, per altri film, come Cantate con me! (1940) e Miliardi, che follia! (1942), sempre con la regia di Brignone, e Senza una donna di Alfredo Guarini (1943), basato su una sceneggiatura di Achille Campanile.
Si ritirò dalle scene dopo un'ultima recita di Tosca al Teatro Manzoni di Pistoia nel 1949 e si dedicò per molti anni all'agricoltura nel suo paese d'origine, dimorando a Custoza nella casa chiamata originariamente Villa Canossa e da lui ribattezzata Villa Vento, in onore della canzone che gli aveva portato tanta popolarità. Lugo morì a Milano il 18 settembre 1980.

## Filmografia
- La mia canzone al vento, regia di Guido Brignone (1939)
- Cantate con me!, regia di Guido Brignone (1940)
- Miliardi, che follia!, regia di Guido Brignone (1942)
- Senza una donna, regia di Alfredo Guarini (1943)
- Il tiranno del Garda, regia di Ignazio Ferronetti (1954)